# Diedenweg

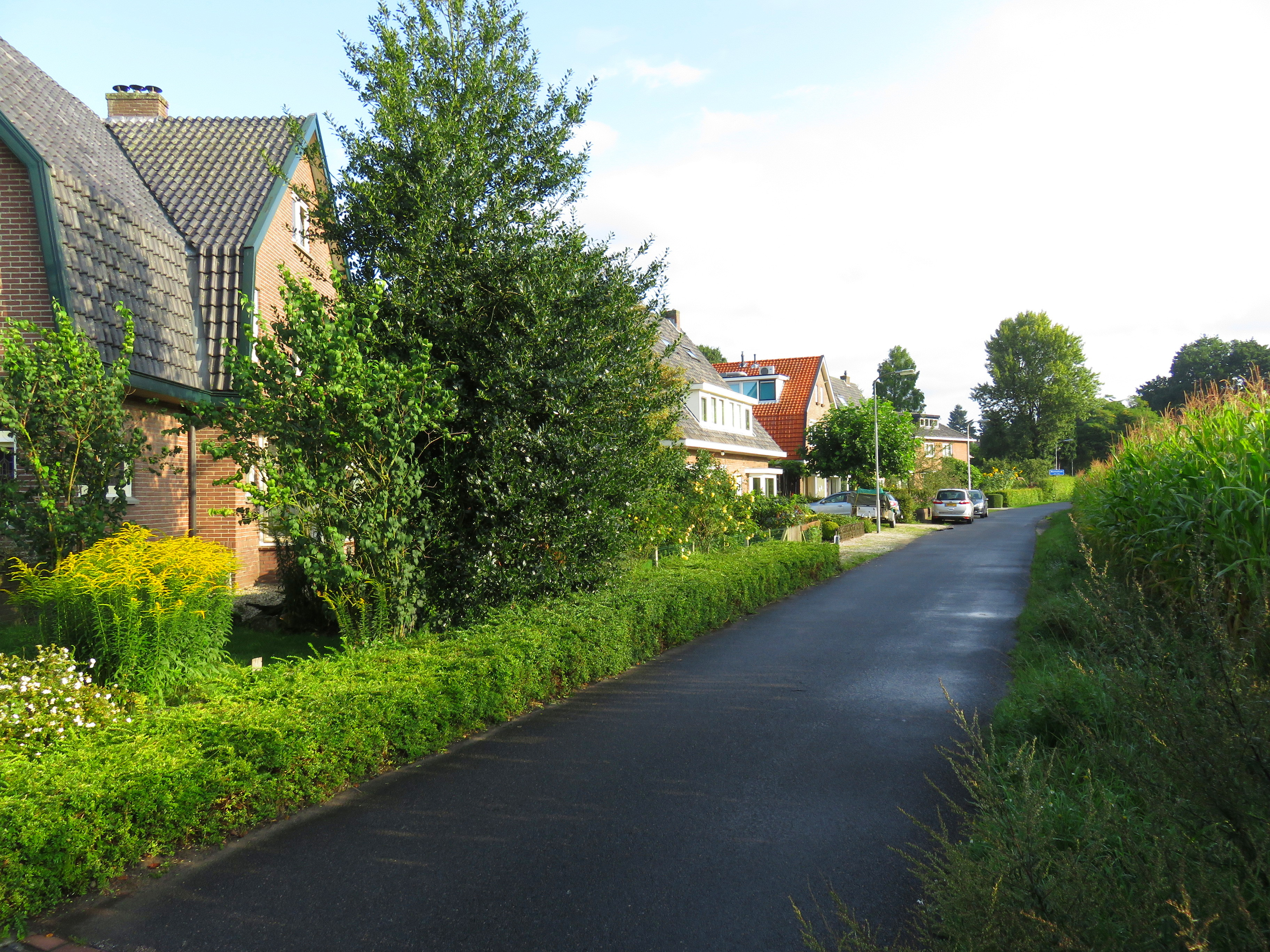
De Diedenweg bij Bennekom in 2017, richting het noorden

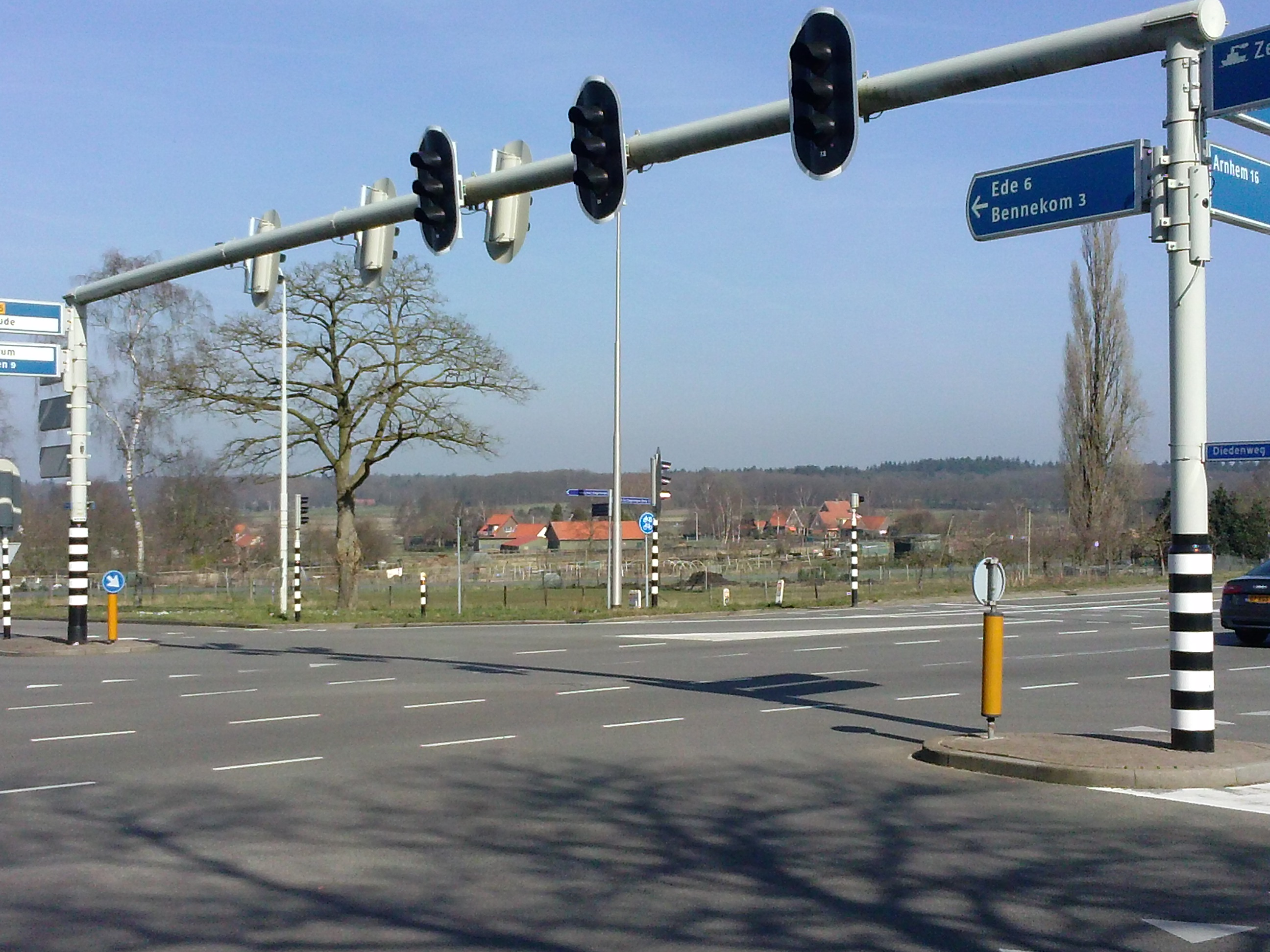
Diedenweg (van rechtsonder naar links in het midden) in Wageningen op de grens van de stad en de Wageningse Eng

De Diedenweg is een prehistorische route langs de plaatsen Wageningen, Bennekom, Ede en (Meu-)Lunteren, via de Valk naar Ermelo in de provincie Gelderland.
De naam van de weg betekent 'Weg van het volk'. Veel archeologische en historisch-geografische aspecten wijzen erop, dat de weg al millennia moet bestaan.
Bij Wageningen sloot de weg vroeger aan op de Holleweg en gaf op die manier in historische tijden toegang tot het Lexkesveer naar de Betuwe. Vanaf het Lexkesveer liep de Diedenweg naar Nijmegen.